# 奧澤爾內 (庫皮揚斯克區)
50°16′19″N 37°34′11″E / 50.27194°N 37.56972°E
奧澤爾內（烏克蘭語：Озерне）是位於烏克蘭東部的村莊，由哈爾科夫州庫皮揚斯克區的維利胡瓦特卡市鎮負責管轄。該村始建於1746年，面積0.21平方公里，海拔高度181米，2001年人口20，人口密度每平方公里93.5人。